# Онтаріо (округ, Нью-Йорк)
Шаблон:StateAbbr_ 42°51′ пн. ш. 77°17′ зх. д. / 42.85° пн. ш. 77.29° зх. д.
Округ Онтаріо (англ. Ontario County) — округ (графство) у штаті Нью-Йорк, США. Ідентифікатор округу 36069.

## Історія
Округ утворений 1789 року.

## Демографія
За даними перепису 
2000 року 
загальне населення округу становило 100224 осіб, зокрема міського населення було 49583, а сільського — 50641.
Серед мешканців округу чоловіків було 48983, а жінок — 51241. В окрузі було 38370 домогосподарств, 26354 родин, які мешкали в 42647 будинках.
Середній розмір родини становив 3,03.
Віковий розподіл населення поданий у таблиці:
| Стать    | До 15 років | 15-21 | 22-29 | 30-39 | 40-49 | 50-65 | 65-85 | Понад 85 |
| -------- | ----------- | ----- | ----- | ----- | ----- | ----- | ----- | -------- |
| Чоловіки | 10761       | 4979  | 3982  | 7225  | 8138  | 8363  | 5039  | 496      |
| Жінки    | 10330       | 4857  | 3982  | 7621  | 8277  | 8509  | 6472  | 1193     |

## Суміжні округи
- Вейн — північ
- Сенека — схід
- Єйтс — південь
- Стубен — південний захід
- Лівінгстон — захід
- Монро — північний захід

## Виноски
1. ↑  U.S. Decennial Census. United States Census Bureau. Процитовано 6 січня 2015.
2. ↑  Historical Census Browser. University of Virginia Library. Архів оригіналу за 11 серпня 2012. Процитовано 6 січня 2015.
3. ↑  Population of Counties by Decennial Census: 1900 to 1990. United States Census Bureau. Процитовано 6 січня 2015.
4. ↑  Census 2000 PHC-T-4. Ranking Tables for Counties: 1990 and 2000 (PDF). United States Census Bureau. Процитовано 6 січня 2015.
5. ↑  State & County QuickFacts. United States Census Bureau. Архів оригіналу за 7 червня 2011. Процитовано 12 жовтня 2013.(англ.) Наведено за англійською вікіпедією.
6. ↑  American FactFinder. Бюро перепису населення США. Архів оригіналу за 26 лютого 2012. Процитовано 31 січня 2008.

| США | Це незавершена стаття з географії США. Ви можете допомогти проєкту, виправивши або дописавши її. |